# Pere Fatjó i Bartra
Pere Fatjó i Bartra (Reus, 1814 - Barcelona, 1895) va ser un pedagog català.
Era germà del gravador Àngel Fatjó. El seu pare, nascut a Barcelona i casat amb una reusenca, tornà a la capital catalana cap al 1820. Pere Fatjó va estudiar nàutica a Barcelona i després Magisteri. Va entrar per oposició a les escoles públiques de l'Ajuntament de Barcelona, i es dedicà a l'ensenyament tota la seva vida. Per la seva capacitat organitzativa va ser director de diverses escoles, i va publicar llibres sobre l'aprenentatge de l'aritmètica i la gramàtica, i assajà sistemes pedagògics innovadors cap al 1860. Molt ben considerat per les autoritats, va ser enviat a l'Exposició Universal de París de 1878 per a estudiar les innovacions pedagògiques del país veí. Cap al 1886 es va jubilar i va retirar-se a viure a Collblanc, llavors una petita població, però l'Ajuntament el reclamà de nou i el 1893 va tornar a fer-se càrrec d'un centre d'ensenyament. Gras i Elies diu que va morir al cap de dos anys, el 1895, víctima de la fatiga que li va produir la reincorporació.

## Obres publicades[2]
- Aritmética teorico-práctica, para uso de los niños. Barcelona: Imprenta de Gómez é Inglada, 1862
- Breve explicación del aparato instructor ideado por D. Pedro Fatjó y Bartra ... para la enseñanza práctico-racional de los principios de la lectura, escritura y aritmética, o sea, opúsculo que da en pocas páginas una idea clara y precisa del objeto del invento... Barcelona: Imprenta de L. Obradors y P. Sulé. 1877
- Cuaderno esplicativo de el aparato instructor: para la enseñanza práctico-racional de los principios de lectura, de la escritura al dictado, de la formacion caligráfica de las letras, de la escritura en el pautado. Barcelona: Impr. de Obradors y Sulé, 1876
- Sucintas nociones de gramática castellana, para uso de los niños de corta edad. Barcelona: Imprenta de los Hermanos Torras, 1852